# Boheemse herder
De Boheemse herder is een herdershond uit Tsjechië, die in het land van herkomst bekend is onder de naam Chodský pes; die naam is ontleend aan het Chodenvolk.

## Voorkomen
Qua uiterlijke verschijning doet het ras denken aan de Oudduitse herder (de langharige Duitse herder), maar deze hond is wat kleiner en lichter. De schofthoogte van reuen is 52-55 cm, teven zijn 49-52 cm groot. Het gewicht is 18-26 kg.

## Historie
In Tsjechië wordt aangenomen, dat de geschiedenis van dit ras teruggaat tot rond het jaar 1300. Oude beschrijvingen en illustraties wijzen in elk geval op het bestaan van langharige herdershonden in deze streek.
Verondersteld wordt, dat het een van de vele voorouders is van de Duitse herder, maar deze hond is in het algemeen zachter van aard. In 1984 is de rasstandaard in Tsjechië officieel vastgesteld. Buiten Tsjechië is dit ras, dat zich in een groeiende belangstelling verheugt, nog vrij onbekend. Vanaf 29 april 2019 hebben ze de voorlopige erkenning toegekend gekregen van de FCI.